# Makedonská menšina v Česku
V České republice žije malá komunita etnických Makedonců. Mezi uprchlíky z řecké občanské války, kteří byli přijati do Československa koncem 40. let 20. století, bylo zhruba 4 000 lidí makedonského etnika; přesídlili především do české části země. K připomenutí 75 let od exodu dětských uprchlíků do Československa a Polska se v červnu 2023 konala v Krnově výstava.

## Významní lidé
- Petra Cetkovská (* 1985), tenistka
- Marek Jankulovski (* 1977), fotbalista